# Garb (Śląski Grzbiet)
Garb (niem. Querberg, 1087 m n.p.m.) – szczyt w Karkonoszach, w obrębie Śląskiego Grzbietu.
Leży na północnym skłonie Śląskiego Grzbietu, na północ od Ptasiego Kamienia, w widłach Czerwienia i jego prawego, bezimiennego dopływu, powyżej Kozackiej Doliny.
Zbudowany z granitu karkonoskiego.
Poniżej szczytu skałka Bielec.